# 滑翔炸彈

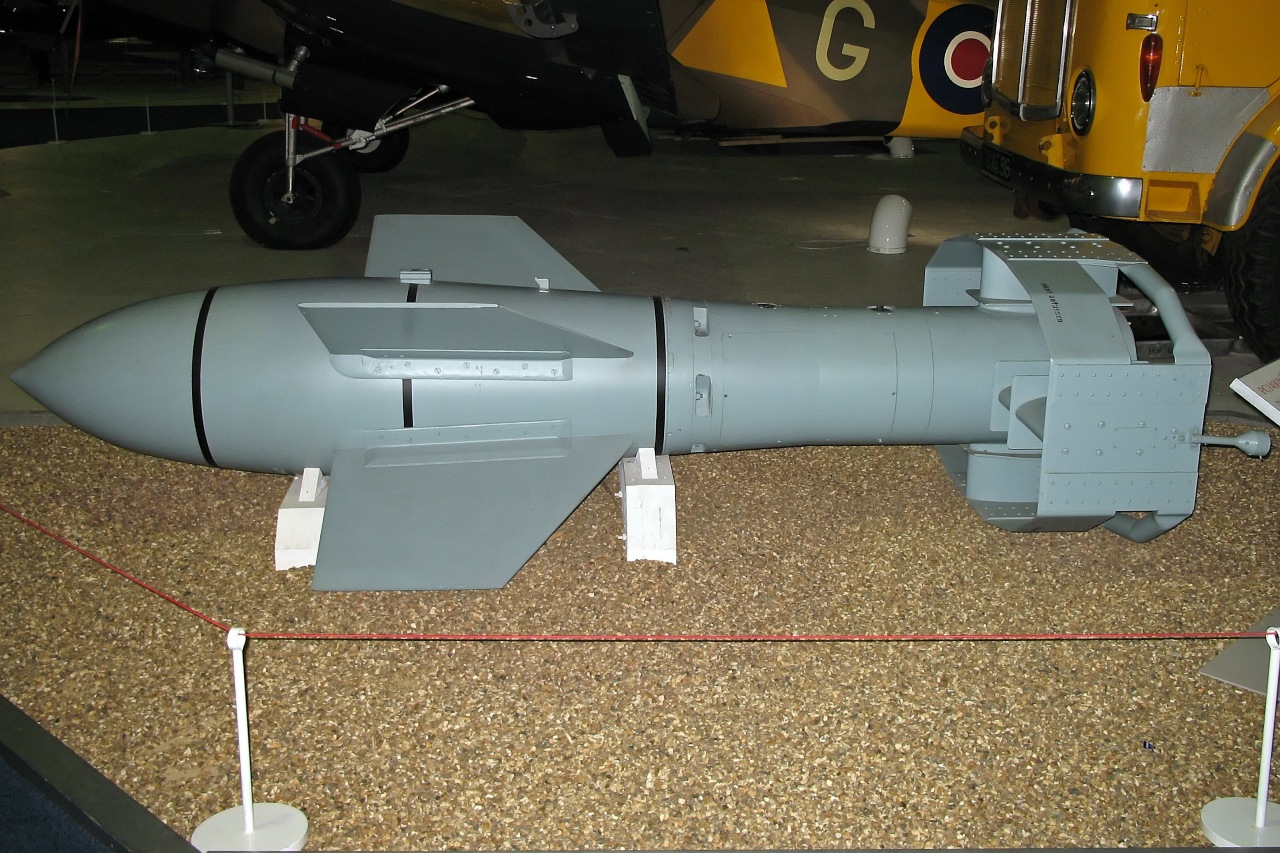
一顆德國“Fritz X”滑翔炸彈

滑翔炸彈（英語：glide bomb）或防區外炸彈（stand-off bomb），是具有飛行控制面的防區外武器，與沒有此類表面的常規炸彈相比，滑行炸彈具有更平滑的滑行飛行路徑。這樣可以將其釋放在離目標一定距離的位置，而不是直接釋放在目標上方，從而實現成功的攻擊而無需飛機生存直到到達目標。
第二次世界大戰時期的滑翔炸彈，例如德國的Fritz X和Henschel Hs 293，率先使用了遠程控制系統，使控制飛機能夠將炸彈對準精確的彈藥，作為精確制導彈藥的開創形式。 現代系統通常採用GPS或雷射指示器命中目標的自動導引式或半自動導引系統。
「滑翔轟炸」一詞不是指使用滑翔炸彈的轟炸，而是指一種淺角度俯衝轟炸。

## 歷史

### 早期發展
最早的滑翔炸彈是由納粹德國在二戰期間開發的，稱為"Fritz X"。它於1943年首次在地中海戰區投入使用，對盟軍的船隻造成了嚴重威脅。Fritz X是一種有翅膀的滑翔炸彈，具有遙控引導，相比傳統航空炸彈能夠精確打擊目標。它的成功激發了其他國家對這種新型武器的興趣。

### 冷戰時期
在冷戰期間，滑翔炸彈的發展經歷了顯著的改進。美國和蘇聯都開始研發各種不同類型的滑翔炸彈，以提高其精確度和遠程打擊能力。這些武器在各種軍事衝突中得到了廣泛應用，成為當時空中作戰的重要一環。

### 現代滑翔炸彈
隨著科技的不斷進步，現代滑翔炸彈已經變得更加精密和多功能。它們通常配備高精度導引系統，例如全球定位系統（GPS）或慣性導引系統，使其能夠在各種環境條件下進行準確打擊。此外，它們還可以攜帶各種不同類型的彈頭，包括高爆炸彈、穿甲炸彈和反坦克炸彈，以應對不同種類的目標。

## 系統組成[2]
滑翔炸彈的系統組成通常包括以下主要部分：

### 1. 滑翔體
滑翔體是炸彈的主要部分，它通常具有翼機結構，使其能夠在空中滑翔。翼機的設計可以根據不同型號的滑翔炸彈而有所不同，但其主要目標是提供升力和穩定性，以確保精確度。

### 2. 引導系統
現代滑翔炸彈通常配備高精度的引導系統，以確保準確度。這些引導系統可以包括GPS、慣性導引系統、激光導引系統或結合多種技術的多模式導引系統。引導系統允許操作員在飛行中調整炸彈的目標。制导部分安装在武器的前端，包含用于白天的电视制导系统或用于夜间或有限的恶劣天气操作的红外成像系统。尾部的数据链向控制飞机发送制导更新，使武器系统操作员能够通过远程控制将炸弹引导至目标。

### 3. 彈頭
滑翔炸彈的彈頭可以根據任務需求而有所不同。常見的彈頭類型包括高爆炸彈、穿甲炸彈、反坦克炸彈等。這些彈頭可以根據目標的性質進行選擇，從而提高打擊效果。

### 4. 推進系統（部分型號）
某些滑翔炸彈具有內置的推進系統，以增加其射程或改變其飛行軌跡。這些推進系統可以是火箭或噴氣式引擎，使滑翔炸彈能夠在飛行中快速反應並攻擊移動目標。

## 攻擊模式
滑翔炸彈有直接或间接攻击模式。在直接攻击模式下，飞行员在发射前选择目标，将武器制导系统锁定到目标上并发射武器。武器自动引导至目标，使飞行员能够离开该区域。在间接攻击模式下，武器发射后由遥控引导。飞行员释放武器并通过遥控器搜索目标。一旦捕获目标，武器就可以锁定目标或通过数据链系统手动引导。